# Smith & Wesson Модель 5906
Smith & Wesson 5906 — пістолет, виробництво якого компанія Smith & Wesson почала у 1989 році.

## Конструкція
Модель 5906 є повнорозмірним пістолетом, подвійної/одинарної дії (DA/SA), набої у магазині розміщені у шаховому порядку, калібр 9×19 мм. Конструкція повністю зроблена з неіржавної сталі. Модель 5906 має розмикач магазина, який призначений для вимкнення УСМ, коли магазин не вставлено повністю або частково. Магазин пістолета розраховано на 10 або 15 набоїв. Іншими особливостями є запобіжні важелі, розташовані на обох боках пістолету, цільне руків'я та можливість обирати фіксовані приціли або регульовані. Колись дуже популярна модель у правоохоронців та військових США, Модель 5906 була замінена ударниковими моделями з полімерними рамками від Glock, Heckler & Koch, SIG Sauer, а також на пістолет Smith & Wesson M&P, які використовували набої калібрів 9 мм та .40.

## Варіанти
Перше покоління самозарядних пістолетів Smith & Wesson у назві мало дві цифри, наприклад, Smith & Wesson Модель 39 та Модель 59. Друге покоління пістолетів отримало три цифри у назві, наприклад Модель 459, Модель 659, тощо. Багато моделей другого покоління отримали різні покращення, а отже стали пістолетами третього покоління; їх можна впізнати за четвертою цифрою, яку додали до номера другого покоління: 5903, 5904, 5905, 5906, тощо. Проте, є виключення у цій схемі нумерації, а саме пістолети Value Series третього покоління, наприклад S&W Моделі 915 та 910, а також Model 457.

## Історія виробництва серії 5900

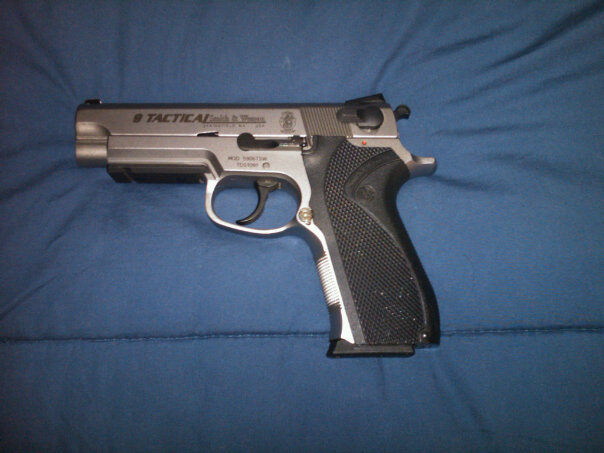
5906TSW

Модель 5903 випускали з 1990 по 1997 роки, на рамці з алюмінієвого сплаву та з неіржавної сталі 15-зарядним дворядним магазином. Випущена в період з 1989 по 1998 роки, Модель 5904 мала рамку з алюмінієвого сплаву та воронений затвор з вуглецевої сталі, а також 15-зарядний магазин і стала похідною для двох інших пістолетів, Smith & Wesson Моделі 915 та 910. Модель 5905 отримала затвор і раму з вуглецевої сталі й випускалася лише у 1991 році дуже лімітованою серією. Модель 5906, випускалася у 1989—1999, була повністю зроблена з неіржавної сталі, а тому була значно важчою ніж інші моделі серії 59XX. Варіант з неіржавної сталі з УСМ лише подвійної дії, Модель 5946, разом з Моделлю 3953, випускали з 1990 по 1999 роки. Вона не мала запобіжних важелів і призначалася для Канадської королівської кінної поліції та Департаменту рибальства та океанів Канади, також була одним з трьох пістолетів на вибір у департаменті поліції Нью-Йорка.
Модель 5967 стала лімітованою серією Лью Хортона. У 1990 році було випущено лише 500 таких пістолетів. Пістолет мав затвор Моделі 3914 з вуглецевої сталі на рамці з неіржавної сталі від моделі 5906, з двоколірним полімерним руків'ям Hogue. Приціли фіксовані триточкові Novak Lo-Mount. Код продукту 103048, мав 4-дюймовий ствол та першу (квадратну) спускову скобу.

## Користувачі
- Багами: Королівські Багамські сили оборони.
- Канада: Канадська королівська кінна поліція (Модель 5946),[3] Міністерство рибальства та океанів Канади (Модель 5946).[4] Канадська служба безпеки й розвідки
- Японія: Управління морської безпеки Японії.[5]
- Республіка Китай: Національне агентство поліції (Модель5904)[6]
- США: Департамент поліції Нью-Йорка (Модель 5946), Департамент поліції Лос-Анджелеса[7], Патрульна поліція штату Колорадо[8] (1991—1998)
- Пуерто-Рико: Міністерство поліції Пуерто-Рико (1990—2010) (Модель 5906)[9]